# Ignaz Böttrich
Ignaz Böttrich (* 26. Mai 1835 in Paderborn; † 6. Februar 1924 in Godesberg) war ein deutscher Richter am Reichsgericht des Deutschen Kaiserreiches in Leipzig.

## Leben
Böttrich studierte ab 1853 Rechtswissenschaften und Cameralia an den Universitäten in Heidelberg und ab 1854 weiter in Göttingen. Während seines Studiums war er bei den Corps Suevia Heidelberg und Hannovera Göttingen aktiv. Nach Abschluss des Studiums wurde er Auscultator in seiner Heimatstadt Paderborn, absolvierte also dort seine Zeit als Gerichtsreferendar bis zum juristischen Assessorexamen. Als Gerichtsassessor erhielt er in der preußischen Justiz seine erste Stelle 1860 beim Gericht in Rößel und 1867 wurde er zum Staatsanwalt in Sorau ernannt. 1877 wurde Böttrich Kreisgerichtsdirektor in Trebnitz (Schlesien). 1879 erfolgte im Zuge der Umsetzung der Reichsjustizgesetze seine Beförderung zum Landgerichtsdirektor in Beuthen, von wo er später an das Landgericht Liegnitz versetzt wurde. 1888 wurde Ignaz Böttrich als Reichsgerichtsrat an das Reichsgericht nach Leipzig berufen, wo er bis zu seinem Eintritt in den Ruhestand im Jahr 1900 dem II. Strafsenat angehörte. Mit dem Eintritt in den Ruhestand wurde ihm der Rote Adlerorden II. Klasse mit Eichenlaub verliehen. Den Ruhestand verlebte er in Godesberg.